# Auxibius

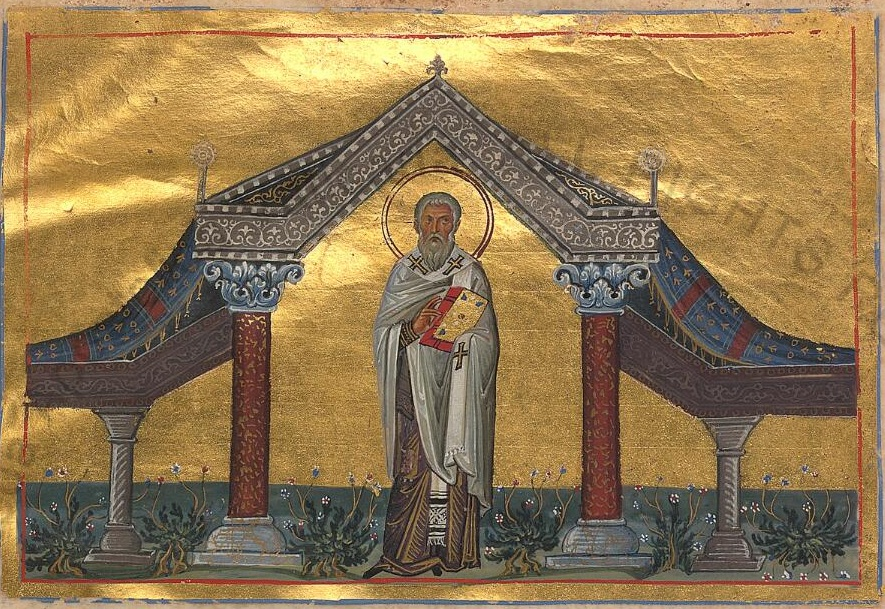
Bischof Auxibius von Soloi

Auxibius war nach seiner Taufe durch den Evangelisten Markus erster Bischof von Soloi (lateinisch Soli) auf der Insel Zypern. Er wurde in Rom geboren und starb um das Jahr 102 in Soloi.

## Leben
Es ist überliefert, dass Auxibius als Sohn einer wohlhabenden Familie in Rom geboren wurde und dort mit seinem Bruder Tempstagoras aufwuchs. Er wurde in säkularen Wissenschaften unterrichtet. Um dem Wunsch seiner Eltern, er möge heiraten, auszuweichen, verließ er heimlich Rom und kam so zunächst auf die Insel Rhodos und dann auf die Insel Zypern. Er wohnte in der Umgebung von Limnitis in der Nähe der damals bedeutenden Stadt Soloi. Dort traf er auf den Apostel und Evangelisten Markus, der ihn durch seine Predigt bekehrte und taufte. Durch den Erzbischof Herakleidios wurde Auxibius zum Bischof der Stadt Soli eingesetzt, wie eine Schrift aus dem 7. Jahrhundert berichtet. Auxibius hatte das Bischofsamt etwa 50 Jahre inne, bevor er um das Jahr 102 starb.

## Verehrung
Die Basilika aus dem 4. Jahrhundert in Soloi trägt den Namen St. Auxibius. Auxibius wird als Heiliger verehrt; sein Gedenktag ist der 19. Februar.